# 충청북도국제교육원
충청북도국제교육원(忠淸北道國際敎育院)은 지방교육자치에 관한 법률 제32조에 따라 공감·소통·체험 중심의 외국어교육과 함께 어울려 꿈을 키우는 다문화·탈북학생 교육 환경을 조성하여 다양성을 존중하며 참여와 소통으로 상생하는 글로벌 인재를 양성하기 위하여 충청북도교육청 산하에 설치된 소속기관이다.